# Melanargia koreargia
Melanargia koreargia är en fjärilsart som beskrevs av Felix Bryk 1946. Melanargia koreargia ingår i släktet Melanargia och familjen praktfjärilar. Inga underarter finns listade i Catalogue of Life.